# Ва (држава)
Ва је непризната држава у источном Мјанмару (Бурми). Главни град је Пангкам. Држава Ва је проглашена 1989. године, али влада Мјанмара је не признаје и званично њену територију третира као део државе Шан. Има 558.000 становника и настањена је народом Ва, који је аустроазијског порекла.
Држава Ва се састоји из два међусобно одвојена дела, од којих се један налази уз границу са Кином, а други уз границу са Тајландом. Иако влада Мјанмара ову државу не признаје, односи Мјанмара и државе Ва базирани су на фактичкој мирној коегзистенцији, с обзиром да држава Ва признаје номинални суверенитет Мјанмара над својим подручјем. Званични језик државе Ва је кинески. Уједињена армија државе Ва има око 30.000 војника и често је била савезник мјанмарске армије у сукобу са шанским националистима.